# Mihai Șubă
Mihai Șubă est un joueur d'échecs roumain né le 1er juin 1947 à Bucarest. Grand maître international depuis 1978 et champion de Roumanie à trois reprises (en 1980, 1981 et 1986). Il a remporté  le tournoi d'échecs de Dortmund en 1983, le championnat du monde sénior en 2008 et le championnat d'Europe senior en 2011.

## Palmarès
Mihai Șubă a remporté les tournois de : 
- Bankja 1977,
- Pernik 1978,
- Sokolac 1980,
- Val Thorens 1981 et 1984,
- Narbonne 1981.
- Dortmund 1983,
- Prague 1984 (tournoi zonal),
- Berlin-Ouest 1985,
- Bela Crkva 1985 et 1986,
- Beer-Sheva 1986,
- Timișoara 1987.

## Champion du monde et d'Europe senior
En  2008, Șubă remporta le Championnat du monde d'échecs senior, ex æquo avec Larry Kaufman.
En 2011, il fut vainqueur du championnat d'Europe Senior à Courmayeur.

## Tournois interzonaux
En 1982, lors du tournoi interzonal de Las Palmas, il finit troisième derrière Zoltán Ribli et Vassily Smyslov et manqua la qualification pour le tournoi des candidats au championnat du monde d'échecs.
Grâce à son succès au tournoi zonal de Prague en 1984, Șubă put participer au tournoi interzonal de Tunis en 1985 où il finit onzième.

## Olympiades
Șubă a représenté la Roumanie lors de six olympiades (de 1978 à 1986 et en 1992). Il joua au premier échiquier lors des olympiades de 1984 (la Roumanie finit cinquième), 1986 et 1992.